# Hiby
Hiby AB (Hantverks- och Industribyggen i Stockholm AB) är ett fastighetsbolag som bildades 1946 av Stockholms stad.
Företaget hette ursprungligen AB Korphoppet och bytte namn den 15 januari 1969. Då var företagets uppgift att uppföra och förvalta hantverks- och industrihus.
Stockholms stad sålde Hiby år 1998. Fastighetsbeståndet bestod då av sammanlagt cirka 400 000 kvadratmeter i kontor och industrilokaler både i innerstaden och ytterområden som Ulvsunda, Mariehäll och Kista, bland annat forskningscentrat Electrum. Det bokförda värde var cirka 2 miljarder kronor. Köparen, Trygg Hansa Liv, övertog 310 000 kvadratmeter lokaler i ett 20-tal fastigheter. Electrum i Kista ingick inte i affären som beräknades vara värd mellan 2,5 och 3 miljarder kronor och gav cirka 750 – 800 miljoner kronor i reavinst till kommunen. Kommunen sålde senare delar Electrum till Akademiska hus för 925 miljoner kronor.
Numera (2024) ingår Hiby AB i en koncern med Skandinaviska Enskilda Banken som moderbolag.
Bolaget skall ha till sin verksamhet att äga andelar och eller aktier i fastighetsbolag samt att äga, utveckla och förvalta fastigheter och därmed förenlig verksamhet. Bolagets omsättning var 90,2 miljoner kronor för räkenskapsåret 2022.